# 요괴워치의 등장인물 목록
이 문서는 작품 《요괴워치》와 《요괴워치 섀도우 사이드》, 《요괴워치!》 ,《요괴학원 Y ~N과의 조우~》, 《요괴워치♪》에 등장하는 등장인물 및 요괴들을 정리한 것이다.

## 요괴워치·요괴워치!·요괴워치♪의 등장인물과 요괴

### 주요

#### 인간
- 아마노 케이타(天野景太)(한국명 : 윤민호)(성우: 토마츠 하루카/박경혜)

장세라의 남자친구. 초등학교 5학년 소년. 
그는 나중에 장세라와 결혼한다. 
- 코다마 후미카(木霊文花)(한국명 : 장세라)(성우: 엔도 아야/여윤미)

윤민호의 여자친구. 초등학교 5학년 소녀. 4인방 중 한명. 그녀는 나중에 윤민호와 결혼한다. 
- 미소라 이나호(未空稲穂)(한국명 : 주미래)(성우: 유키 아오이/김보영[2])
- 이선우 (성우: 정선혜) 4인방 중 한명 . 민호의 친구.

차기웅 (성우: 신용우) 4인방 중 한명. 민호의 친구. 

#### 요괴
- 위스퍼(ウィスパー)(성우: 세키 토모카즈/홍범기)

위스퍼는 아는척 왕이자 자타공인 세바스찬을 능가하는 최고의 요괴집사라지만 실상은 그냥 아마추어 집사이다. 요괴가 나타나면 무조건 요괴패드를 꺼내 검색하고 그 요괴의 정보를 알려주는 아주 바람직한 요괴집사이다. 
어떤화에선 자신이 직구로 산 요괴퇴치부적의 사용법을 안 읽고 사용하다가 자신은 물론 지바냥까지 피해를 봤다. 혼령 형태의 요괴집사이다.
- - 필살기 : 口からでまかせブレス(일본)/주절주절 브레스(한국)
- 지바냥(ジバニャン)(성우: 코치쿠라 에츠코/김현지)
- 부신얀(ブシンヤン)(성우: 코치쿠라 에츠코/소연/이다슬)
  - 필살기 : ひゃくれつ肉球(일본)/필살냥이 젤리펀치(한국)
- 코마상(コマさん)(한국명: 백멍이)(성우: 엔도 아야/김율)
  - 일본판에서는 야마나시에서 쓰는 코슈(甲州)사투리와 오카야마 사투리를 섞어서 구사하며 한국판은 충청도 방언을 구사한다. 진화시 사자견으로 진화한다. 말버릇으로는 '몬게(もんげ-!)'라는 감탄사를 사용한다. (한국 더빙판은 '워메-')
  - 필살기 :ひとだま乱舞(일본)/도깨비불 난무(한국)
- 코마지로(コマじろう)(한국명: 황멍이)(성우: 엔도 아야/방연지)
  - 시골 요괴로 코마상(백멍이)의 동생. 코마상과 함께 코마이누(狛犬)의 모티브이다. 시골이 자신에게 맞지 않아 형인 코마상을 따라 도시로 왔다. 형인 코마상/백멍이에 비해 조금 더 성숙한 면모를 보여준다. 코마지로의 지로(次郎·二郎)는 둘째 아들이라는 뜻을 가진 "차남(次男)'의 일본식 한자표현이다. 그 밖의 특징은 상위항목에 있는 코마상/백멍이와 같다. 진화시 호랑견으로 진화한다.
- 우사뿅(USAピョン)(성우: 시케모토 코토리/정혜옥)
  - 필살기: 極太USAビーム(일본)/울트라빔(한국)
  - 베이더 모드를 켤 때의 하는 말은 테메(てめえ)'이 자식'이라는 뜻, 한국판: "얌마" 또는 "이게 정말…!"

의외로 우사뿅을 생전에 키워준 한 우주비행사를 동경하며 언젠간 우주여행을 하겠다는 꿈을키우는 토끼요괴다. 우주복을 입고 있다. 베이더 모드를 키면 헬멧이 까맣게 변한다.

### 주연의 주변 인물들
- 이마다 칸치(今田干治)(한국명: 이선우)(성우: 사토 치에/정선혜)
- 쿠마시마 고로타(熊島五郎太)(한국명: 차기웅)(성우: 나라 토오루/신용우)

### 케이타&이나호의 가족들
- 아버지(성우: 나라 토오루/김정훈)
- 어머니(성우: 나가타 료코/김채하)
- 미소라 리쿠(未空リク)(한국명: 주진우)
  - 미소라 이나호의 동생이다.

### 5학년 2반 담임선생님
- 성우: 후세가와 카즈히로/현경수

### 조연들

#### 5학년 2반(케이타와 같은 반)

##### 남학생
- 히카게 마오(日影真生)(한국명: 진시윤)
- 카토 코이치(加藤孝一)(한국명: 강찬)
- 다니엘 앤더슨
- 키무라 마모루(木村守)(한국명: 유지호)
- 하시모토 텟페이(橋本鉄平)(한국명: 한수철)
- 요시다 히데오(吉田秀夫)(한국명: 이윤용)
- 아사노 하루히코(浅野晴彦)(한국명: 노석현)
- 야마다 켄지(山田健二)(한국명: 김건)
- 이토 타쿠미(伊藤拓海)(한국명: 양예준)

##### 여학생
- 마에다 리나(前田里奈)(한국명: 전리아)
- 사카이 시즈카(酒井静香)(한국명: 우영은)
- 스즈키 치요(鈴木千代)(한국명: 김은수)
- 하야시 사토코(林聡子)(한국명: 임서윤)

성우: 임윤선
- 나카무라 시오리(中村詩織)(한국명: 홍지온)
- 코바야시 아이(小林愛)(한국명: 최세린)
- 야마구치 미카(山口美佳)(한국명: 구예현)

성우: 김채하
- 나카시마 노리카(中島紀香)(한국명: 서은홍)
- 후지모토 마이(藤本舞)(한국명: 차미연)
- 사사키 메구미(佐々木恵)(한국명: 목희원)

#### 5학년 1반(이나호와 같은 반)

##### 여학생
- 이시노모리 유카(石ノ森優香)(한국명: 이유나)
  - 성우: 토마츠 하루카(일본)
- 호시카제 키라라(星風キララ)(한국명: 왕빛나)
  - 성우: 누마쿠라 마나미/김가령
- 하자와 준코(羽沢順子)&모즈 마사코(百舌昌子)(한국명: 황선희&국지영)
  - 성우: 사사모토 유코 & 나가타 류코(일본)
- 모리노 요코(森野葉子)(한국명: 수미)
  - 성우: 정선혜(한국)
- 오야마 카나코(大山可南子)(한국명: 사부하)
  - 성우: 사사모토 유코(일본)
  - 일본판 115화(한국판 108화)에 등장하는 인물. 별명은 돌부처이다.
- 우라베 코요미(占部暦)
  - 성우: 야스노 키요노(일본)
- 홋타 치나미(堀田千奈美)

##### 남학생
- 타카하시 료타(高橋良太)
- 오타 켄타로(太田健太郎)(한국명: 오덕호)
  - 성우: 세키 토모카즈(일본)
- 야마자키 아츠시(山崎敦) & 이마이 타쿠미(今井巧)(한국명: 봉철 & 진성)
  - 성우: 후세가와 카즈히로&사사모토 유코/신용우(봉철)&이수진(진성)
- 후지와라 류노스케(藤原竜之介)
  - 성우: 후루시마 키요타카(일본)
- 오다기리 마사루(小田切大)
  - 성우: 야베 마사시(일본)
- 아사야 코코로(浅谷心)

#### 기타
- 에미짱(エミちゃん)(한국명: 진주)(성우: 야스노 키요노(TV판), 나가사와 마사미(극장판)/방연지)
- 냐KB(한국명: 냥이핑크)
  - AKB48에서 따왔으며 미소녀 걸그룹이다. 한국판에서는 걸 그룹 에이핑크의 이름에서 따왔다.
- 퓨리 박사(성우: 세키 토모카즈/현경수)
- 아마노 케이조우(天野ケイゾウ)(한국명: 윤민구)(성우: 박로미/김율)
  - 1기 극장판 《요괴워치: 탄생의 비밀이다냥!》에 등장하는 인물이다.
- 아리마 유우토(有馬勇人)(한국명: 하상우)(성우: 테라사키 유카/여민정)
  - 2기 극장판 《요괴워치: 염라대왕과 5개의 이아기다냥!》에 등장하는 인물이며 성격이 쿨하고 시원시원한 성격이다.

### 요괴 목록
요괴들은 소환될 때 종족마다 다른 노랫소리를 내며 소환된다. 이 목록은 현재 애니메이션 판을 기준으로 작성되었기 때문에, 애니메이션 판 설정이 확립되지 않은 시기 먼저 제작된 만화책에서나 게임에서의 설정과는 내용 설명이 다소 다를 수 있다.
또한 게임판에만 등장하는 캐릭터도 다수 존재한다.

#### 프리티족

##### 소환송
일반
- 일본판:프리치!오렛치 토모다치! 후쿠와우치
- 한국판:귀엽지 우리는 친구지 진짜 신나지!

U버전
- 일본판:프리치!프리치! 오마이 라부 프리치 예~ 프리치
- 한국판:프리티!프리티! 오 마이 러브! 프리티! 예~ 프리티

##### 요괴
- 토게냥(가시냥) : 칼칼송이와 지바냥을 합성시키는 것으로 진화하는 요괴. 애니메이션 판에서는 지바냥이 감기에 걸려서 토게냥이 된다는 설정. 가시에 찔리면 감기가 걸린다. 필살기: 따끔냥이젤리펀치
  - 성우: 코자쿠라 에츠코/김현지
- 노갓파(접시거북): 강에서 사는 거북요괴 갓파다. 물가에서 살지만 산보를 좋아한다. 좋아하는 음식: 스시, 필살기: 대폭포 떨구기
  - 성우: 야베 마사히토/김정훈
- 유키온나(설녀) 푸른 두건을 쓴 소녀 요괴로, 냉기를 부리는 힘이 통제가 안 되며,머리핀을 꽃으면 눈보라공주이다.

- - 성우: 엔도 아야/김가령
- 후부키히메(눈보라공주):핫키히메의 쌍둥이 언니로 성격은 상냥하고 얌전하지만 아름답고 청순한 외모를 가진 미소녀, 머리핀을 빼면 설녀이다. 
  - 성우: 엔도 아야/김가령
- 핫키히메(백귀공주) : 후부키히메의 쌍둥이 여동생으로 성격은 도도하고 차가우지만 차갑고 아름다운 외모를 가진 미소녀. 
  - 성우: 엔도 아야/정혜원
- 샤렛코 후진(멋골부인): 달라붙으면 갑자기 화려하게 멋을 부리게 만드는 해골로 된 요괴다. 진화 시 해골양으로 변한다. 
  - 성우: 히노 미호/여윤미
- 바쿠(맥): 상대방에게 수면구름을 내보내 잠을 자게 만들어 그 상태에서 꿈들을 먹어 버려 잠이 깨면 아까 꾼 꿈이 기억나지 않게 되는 요괴다.
  - 성우: 사토 치에/임윤선
- 하쿠(백): 반드시 좋은 꿈을 꾸게 하는 요괴이다.
  - 성우: 사토 치에/이수진
- 세미마루(무사맴): 본래 매미였고, 다시 애벌레로 돌아가기 위해 흙 속에서 잠이 든 요괴이다. 진화시 짱무사맴으로 변한다.

음식: 음료 필살기: 맴맴베기
- - 성우: 나라 토오루/현경수
- 히토츠메코소(외눈동자): 고전요괴이며 눈이 하나밖에 없다. 뇨룡이, 깽깽우산과 같이 등장하며 나으뜸 영감을 무찌른 적이 있다.
  - 성우: 하노 미호/방연지
- 사무가리(오들강지): 춥게 만드는 요괴다.

필살기: 오들오들 고드름
음식: 라멘
- - 성우: 사사모토 유코/방연지
- 갓파(접시부기): 고전요괴 갓파다.누가 진짜 갓파인지 접시거북과 대결했으나 햇빛으로 인해 대결에서 지고 만다.
  - 성우: 사토 켄스케/권성혁
- 츠라가와리(뒤집얼): 얼굴을 바뀌게 하는 요괴이다.
  - 성우: 야스노 키요노/김율
- 마스터 냐다 (마스터냥)
  - 성우: 반도 나오키(게임 본가, 원조),시무라 켄(진타, 극장판)/현경수
- 오토나불(다컸개): 어른인 척 만드는 요괴이다.
  - 성우: 엔도 아야/김율
- 사루냥(멍키냥): 원숭이 고양이 요괴이다.
  - 성우: 야스노 키요노/정유정
- 코마카짱(멍이 엄마)
  - 성우: 사토 아이/이미자
- 비캬쿠(미각): 따개비 배달부 요괴로, 상대방을 아름다운 다리로 만든다.
- 아메온나(우녀): 비를 내리게 한다.
- 바쿠소쿠(냅다신발) : 빨리 달리게 하는 요괴다.
- 아츠가루루(아더월월): 사무가리와 반대로, 뜨겁게 하는 요괴이다.
- 큥타로(귀욤개): 어떤 짓을 해도 무조건 용서가 되게 하는 개 요괴이다.
- 부치냥(위스냥): 지바냥과 위스퍼가 합체한 합체형 요괴이다.
- 코텐빵(너덜빵): 요괴의 복서로, 식빵 요괴이다.
- 네코럼버스(뒹굴롬버스냥): 콜럼버스를 모티브로 한 요괴로, 아무것도 하지 않고 뒹굴게 된다.
- 데모네이드(그치만 레몬): '그치만'이라는 말을 덧붙인다.
- 무챠부릿코(곤란한걸): 늘 무리한 것을 요구한다.
- 톰냥(성우: 후세가와 카즈히로/손수호): 요괴워치 130화(한국판 122화)에서 나오는 요괴. USA요괴이고, 말버릇으로 ミヤウ ( MEOW )를 말버릇으로 말한다.

#### 용맹족

##### 소환송
일반
- 일본:이사마시!메사미시!랏사이마세!
- 한국:용감하고!용맹하고!씩씩하다고!

U버전
- 일본: 이사마시! 이사마시! 이사마시 조쿠!
- 한국: 용감하고 씩씩한 용맹족~

##### 요괴
- 메라메라이온(타올라이온): 불타오르는 갈퀴를 가진 맹수의 왕이다, 이 요괴에게 빙의되면 열정적인 마음을 갖게 되며 가끔은 열정이 너무 강해 무서운 녀석으로 변하기도 한다. 이름에서 메라메라(メラメラ)는 '이글이글'와 같이 불이 타오르는 모습 따위를 나타낸 의태어다.갈기를 때어내면 말을할줄안다
  - 성우: 사사모토 유코/김채하
- 치카라모치(떡강쇠) : 떡으로 만들어진 요괴다. 이 요괴에게 빙의되면 힘이 세진다.
  - 성우: 미야자와 타다시/신용우
- 부요진보우(무대꼬): 부주의한 상태로 만들어 이것저것 잃어버리게 하는 요괴다.
  - 성우: 사사모토 유코/방연지
- 나마하게(겁주귀): 겁을 주는 요괴다.
  - 성우: 미야자와 타다시/신용우
- 쿠왔가 대장(사슴벌레 대장)

사슴벌레 무사의 진화형태.
- 마노지시(만성사자): 기다리기만 하는 사자 요괴. 이 요괴에게 빙의되면 무작정 기다리기만 한다.자기가 해야할것들을 아직 준비가 안될것 같다는 자세를 취하는 사자와 같은 요괴이다.
  - 성우: 사토 켄스케/권성혁
- 카라구리 벤케이(사이보그 요괴인): 집안의 가전제품을 망가뜨려 용사 나사를 모으는 요괴이다.
  - 성우: 야베 마사히토/현경수
- 아카나메(때쟁이): 온갖 물건을 핥는 고전요괴다.
  - 성우: 엔도 아야/김채하
- 오니기리사무라이(주먹밥 무사): 소금으로 만든 주먹밥형태의 무사 요괴다.
  - 성우: 아사리 료타/신용우
- 브리 다이조 (빌리대장) : 죽기 전 헬스 강사(인간)였던 요괴. 갑자기 운동을 하고 싶게 만드는 욕망을 일으키는 요괴이다. 《빌리의 부트캠프》 프로그램의 빌리 블랭크스(Billy Blanks)를 모티브로 했다.
  - 성우: Motsu/권성혁
- 도로타보(논귀): 고전 요괴이다. 옛날에 어떤 노인에게 밭이 있었는데 어떤 남자에 의해 밭을 빼앗기게 되자 그 노인은 씁쓸하게 죽었는데 요괴가 되었다고 한다.
- 후유냥(부유냥): 극장판에 나온 지바냥의 변형요괴로 닌자형태를 하고있다.
  - 성우: 카지 유우키/강호철
- 다라케토(해이칼): 게으름을 피우게 하는 요괴이다.
  - 성우: 반도 나오키/손수호
- 모모타로냥(복숭아무사냥): 모모타로전설을 모티브로 한 요괴이다.
  - 성우: 코자쿠라 에츠코/김현지
- 이누마로(견왕): 누라리횬의 부하.
  - 성우: 하카타 다이키치/현경수
- 이벌룬(뽐벌룬): 남에게 시키고 잘난척하는 요괴이다.

#### 불가사의족

##### 소환송
일반
- 일본: 후시기! 후시기! 부기우기! 오레타치와 오우하우샤구!
- 한국: 모르겠네 모르겠네 신기하네~ 우리들은, 아주 신났네!

U타입
- 일본: 후시기~후시기~후시기조쿠
- 한국: 신기해! 신기해! 불가사의족~

##### 요괴
- 바쿠로바(나불할멈): 얼굴에 달라붙는 요괴, 이 요괴에 빙의되면 뭐든지 비밀인 것도 금세 말하고 싶어진다.진화시 까발멈으로 변한다.
  - 성우: 사토 치에/김채하
- 와스렌보(아차모) : 머리에 들러 붙어 그 인간의 기억을 먹어버리는 요괴, 이 요괴에게 빙의되면 무엇이든 잊어버리게 되며, 나쁜 기억도 잊어버리게 한다.
  - 성우: 반도 나오키/김명준
- 마보로시(환상도사): 환상을 만들어내는 요괴다. 환상 도사가 지팡이로 만들어낸 연기에 씌이면 환상을 보게 되어 그것을 진짜라고 착각하게 된다.
  - 성우: 나라 토오루/김정훈
- 덴파쿠코소(냠냠동자): 공중에 떠다니는 전파를 냠냠 먹어버리는 요괴, 이 요괴의 탓으로 핸드폰의 전파가 잘 전달 되지 않게 된다고한다.진화시 전파신으로 바뀐다.
  - 성우: 사토 치에/방연지
- 운가이쿄(운외경): 거울처럼 보이는 요괴로 잠깐사이에 거울에 들어가면 빠른 시간으로 장소를 이동한다.
  - 성우: 미야자와 타다시/현경수
- 큐비(구미): 구미호 요괴로써 변신술로 사람을 반하게 만들고 하트구슬(일명 큥구슬)을 모은다.
  - 성우: 나가타 료코/김새해
- 쯔즈카나소(안하겠승): 염불을 외우면서 입에서 연기를 내뿜는다. 연기를 맞으면 '나 이거 안해'라면서 하던 일을 포기한다.
  - 성우: 야베 마사히토/한신
- 카제카모(고뿔덕): 감기증상이 있게 만드는 요괴다. 하지만 빙의 상대는 진짜 감기에 걸리게 하는 것은 아니다.
  - 성우: 반도 나오키/현경수
- 사토리짱(다알견) : 다른 사람의 마음을 읽게 만드는 요괴다. 눈 이 3개 달린 개 형태이다.
  - 성우: 코자쿠라 에츠코/김율
- 요츠메 (네개눈): 카메라로 점을 치는 요괴이다.
  - 성우: 코자쿠라 에츠코/정선혜
- 바카즈킨(멍모자): 유치한 짓을 하게 만드는 요괴이다.
  - 성우: 반도 나오키/김신우
- 사카삿카사(거꾸로브렐러(만화)/홀랑우산(애니메이션)) : 우산을 뒤집히게 만드는 요괴다.
  - 성우: 아사리 료타/김정훈
- 세바스찬 : 결벽증이 있는 요괴로 요괴집사가 아니라 결벽증이 생기게 한다.
  - 성우: 사토 켄스케/현경수
- U.S.O.(뻥계인): 거짓말을 하게 만드는 요괴로써, 거짓말을 하고 나서 "우소!(뻥이요!)"라고 말하게 하는 요괴이다.
  - 성우: 사토 치에/한신
- 잇단고멘 (일단미안): 노란색 잇탄모맨의 모습에 팔이 네 개 달린 요괴다. 이 요괴에 빙의 당한 사람은 잘못을 저질러놓고 성의없이 미안하다고 말하게 된다.
  - 성우: 나라 토오루/김명준
- 텐구 (풍술사) : 바람이 세게 불게하는 요괴이다.
  - 성우: 히노 미호/임윤선
- 미스터 무빙: 자기가 만든 영화를 다 찍기전에는 돌아갈 수 없게 만드는 요괴이다. 
  - 성우: 미야자와 타다시/신용우
- 하나호진(코파코파): 상대방을 코를 파게 한다.
  - 성우: 나라 토오루/김정훈
- 바케조리(외눈짚신): 고전요괴로 뒤에 아무도 없는데 발소리가 나게 만드는 요괴다.
  - 성우: 사토 치에/이수진
- 핀도콘(영 모르겠콘): 옥수수 요괴로, 빙의한 상대를 영 느낌이 안 오게 한다.
  - 성우: 히노 미호/정유정
- 후2(평범2):케이타가 요괴가된 것으로, 빙의되면 사람을 평범하게 만든다.
  - 성우는 아마노 케이타와 동일하다.
- 마루너겟(너하겟): 귀찮은 일을 남에게 떠맡긴다.
  - 성우: 야베 마사히토/손수호
- 쿠치스베라시(막말하견): 말실수를 하게 하는 요괴이다.
  - 성우: 하노 미호/김채하
- 와라에네(웃기자나): 웃겨서 배꼽빠지게 만드는 요괴다.
- 오덴진(묵파신): 슬픈 이야기를 들려주면 어묵 국물을 우려내게 해주는 요괴이다.
- 아야마리 타오시(엎드려송): 잇탄고멘(일단미안)의 진화형요괴. 잇탄고멘(일단미안)와는 다르게 과도하게 사과하는 요괴이다.
- 세이덴키(정전귀): 정전기를 일으킨다.
- 이에이(파티하우스): 평소에 가만히 있던 사람이 파티만 열리면 들뜨게 한다.
- 카미카쿠시(숨기종): 마음에 드는 종이를 멋대로 가져간다.
- 카라야부리(완전깨알): 괴도 코판(괴도 코팡)의 정체.
- 난데난(난워째): 계속 질문하게 만든다.
- 파카(열지퍼): 바지 지퍼를 열리게 만든다.
- 히쵸구치(비상구)

#### 호걸족

##### 소환송
일반
- 일본 :고케츠! 고케츠! 칸 젠 무케츠노 다이슈케츠!
- 한국 :호~걸! 호~걸! 완전호걸! 대호걸!

U버전
- 일본: 고케츠~ 고케츠~ 나니 가 데루 노카 ~나 ~고 ~케 ~ 츠! Let’s 고케츠!
- 한국: 호걸~호걸~화야!호걸~호걸~화야!

##### 요괴
- 그레루린(타라락): 상대방을 타락하게 만드는 불량요괴이다.
  - 성우: 반도 나오키/한신
- 고루냥(골드냥): 평행 세계에서의 후미카가 소환한 요괴로, 금으로 되어 있다.
  - 성우: 사사모토 유코/김율
- 아니키(요괴형님): 요괴대장의 색놀이로, 빙의된 인간을 어른스런 매력이 넘치게 만드는 요괴이다. 센다가야 켄(한국판: 김도진)에 붙어 있었다.
  - 성우: 반도 나오키/김신우
- 모레조오(샌다끼리): 이 요괴가 뿜어내는 액체에 맞으면 화장실에 가고싶은 충동을 일으키게 하는 요괴다.
  - 성우: 히노 미호/여윤미
- 무리카베(무리담): 빙의하면 '무우리~'라고 말하게 되는 요괴이다. 진화시 무리성이 된다.
- 모노마네킹(따라해마네킹): 뭐든지 따라하게 만드는 마네킹 요괴이다.
  - 성우: 사토 켄스케/김명준
- 다이다라봇치 (얼룩덜룩): 갑자기 길을 바꿔서 혼란이 일어나게하는 요괴이다.
  - 성우: 나라 토오루/김정훈
- 히라이신 (피뢰신): 케이타의 어머니가 떨어뜨리는 벼락을 집중적으로 맞는 역할을 담당한다.
  - 성우: 아사리 료타/현경수
- 가만모스(참맘모스): 샌다끼리의 진화형태. 뭐든지 참고 견디는 능력을 가지고 있다.
- 도키도키(두근토기): 긴장하게 만드는 요괴이다.
- 우라야메시(부럽쌀): 남의 음식이 부럽다하는요괴. 이 요괴에게 빙의되면 음식점에서 남의 음식이 부러워진다.
  - 성우: 코자쿠라 에츠코/정선혜
- 마요이 구르마(헤매차): 직역하면 길잃은 수레. 여행을 갈때 길을 잃게하는 요괴이다.
- 닷센샤(길치탱): 구르마의 진화형으로, 마음은 똑바로이나 옆길로 새게 한다.
- 로보냥:지바냥의 미래모습이다.
  - 성우: 사사모토 유코(첫 등장 당시) → 반도 나오키(조작 후)/[[한신 (성우)|한신]]
- 로보냥F형(한국명: 로보냥F):로보냥의 미래의 모습이다.
  - 성우는 로보냥과 같다.
- 이누냥(멍멍냥): 개-고양이 요괴이나, 습성상 개에 가깝다.
- 네코키요(묘왕)
  - 성우: 하카타 하나마루/손수호
- 폰코츠(망했골): 기계를 고장 내게 하거나 사람을 맛이 가게 해서 아무것도 못하게 한다.
  - 성우: 나라 토오루/현경수
- 오버거: 과도한 행동을 취하며, 영화 시상식의 수상자처럼 말한다.
  - 성우: 사토 치에/정유정
- 카쿠상(떠떠벌): 큰 소리로 소문을 내게 한다.
- 무샤카부토(풍뎅무사)
- 오쿠라이리(끝창고): 작품 공개를 취소하게 한다.
- 마운틴(난폭운전산): 거칠게 운전을 하게 한다.
- 마잇카(차나차나): 어떤 일이 일어나든 별 관심이 없다.

#### 따끈따끈족

##### 소환 송
- 일본 소환송:포카포카! 랑가요카! 민조에루카!
- 한국 소환송:아 따끈할까! 뭔일일까! 한번해볼까!

##### 요괴
- 호노보노(보노보노): 분위기를 밝고 따뜻하게 만드는 요괴, 이 요괴에 빙의되면 아무리 화난 사람도 화가 풀어져 편안하고 따뜻한 기분이 된다.
  - 성우: 야베 마사히토/권성혁
- 히모지(공복영감): 손녀를 만나고 싶다는 마음으로 예전 손녀와 함께 다녔던 편의점에 들러붙은 요괴. 지나가는 사람들이 편의점에 들러 군것질을 하게 만드는 요괴로 공복영감 자신도 항상 배가 고프다.
  - 성우: 미야자와 타다시/신용우
- 메카부짱 & 콘부상 & 와카메군 (미역뿌리양 & 다시마군 & 미역군): 자기도 모르게 춤을 추게 만드는 해조류 3인조 요괴 댄서즈이다.
  - 성우: 나가타 료코, 나라 토오루, 야베 마사히토/김채하, 김정훈, 김명준
- 아게아게하(아싸라나비): 상대방에게 가루를 날려 이유없이 기분이 좋아지게 만드는 나비형태의 요괴이다.
- 젯코죠(히라가나)('ぜっこう'蝶 조아나비): 나비요괴로 상대방에게 달라붙으면 운을 좋게 만든다.
- 젯코죠(가타카나)('ゼッコウ'蝶 끝나비): 조아나비와 정반대의 요괴로 달라붙으면 상대를 향해 끝이라고 하여 운을 좋지 않게 만든다.
- 산타쿠로시(산타클도사): 최고의 선물, 평범한 선물, 최악의 선물 중 하나를 고르라 한다. 전부 다 줘! 라고 하면 어디론가 사라진다.
- 번개아빠: 번개를 일으키는 아빠요괴이다. 피뢰신의 아빠이다.
- 세이오칸(보살엄니): 어머니와 같은 자애로운 마음을 갖게 한다.
- 츠마미구이노스케(자꾸손): 음식을 집어먹게 만드는 요괴이다. 집어먹는 것이 제일 맛있다고 한다.
  - 성우: 사토 치에/방연지
- 카라카사오바케(깽깽우산): 한 발로 뛰어다닌다.
  - 성우: 사토 켄스케/현경수
- 우라야마시로(부러버): 자꾸손의 변형 요괴. 빙의 상대를 무엇이든 부러워하게 한다.
- 자시키와라시(더부살이): 살고 있는 집에 조그만 행복을 준다.
- 오카네나이더(노머니라이더): 빙의된 사람을 빈털털이로 만든다.
  - 성우: 엔도 아야/이수진
- 스나오(넘흙착해): 예의바르고 착하게 군다.
  - 성우: 아사리 료타/김지율
- 하레오토코(쾌청남): 날씨를 맑게 만든다.
- 우키우키비(신바람수수): '어떻게든 될거야'가 입버릇이다.
- 선디파파(선데이 선디): 일요일 날 아버지를 아무것도 하지 않게 만든다.
- 키지냥(꿩냥): 자기중심적 치유형 요괴이다.
  - 성우: 사토 치에/이수진
- 가텐마이어(오케이마이어): 어떤 부탁이든지 들어주는 요괴이다.
  - 성우: 나가타 료코/여윤미
- 에코로지(에코 영감): 지구를 사랑해서 자원을 심할 정도로 절약을 하게 하는 요괴이다.

#### 어스름 족

##### 소환송
일반
- 일본: 우스라카게! 고레타찌노오카게!
- 한국: 어스름하게! 모두모두다! 희미하게!

U타입
- 일본: 우스라카게 우스라카게!
- 한국: 어스름하~게, 어스름하~게!

##### 요괴
- 네가티붕: 모기의 모습을 한 요괴다. 빙의 상대를 부정적이고 우울하게 만든다. 그리고 그 부정적인 마음을 빨아먹는다.
- 히키코모리(틀어박쥐): 빙의 상대를 은둔형 외톨이로 만드는 박쥐 모습의 요괴이다. 갈 곳이 없으나 케이타(민호)의 도움으로 벽장에서 살게된다.
  - 성우: 나가타 료코/방연지
- 지미(안띄림자[4]): 닌자로 된 그림자로서 상대방에게 달라붙으면 멍하게 있거나 아무일도 없고 눈의 생기가 없다는 상태로 만들어 버리는 요괴이다. 이때 상대는 '괜찮아, 괜찮아, 신경쓰지 않아도 돼.'라는 대사만 한다.
  - 성우: 히노 미호/임윤선
- 미치비키(길인도깨비): 빙의 상대를 길을 잃어버리게 한다. 큰 손으로 따라오라고 한다.
  - 성우: 사토 치에/정선혜
- 에코히키(한쪽편깨비): 한쪽만 편애하게 한다.
  - 성우: 사토 치에/김율
- 카타노리코조우&카타노리오야카타(결림동자&결림두목): 상대방에게 어깨를 계속 두드리는 순간 어깨가 쑤시게 만드는 2인조 요괴다.
  - 성우: 나가타 료코/방연지(결림동자)&임윤선(결림두목)
- 마가사스(민폐가수스): 주변에 폐를 끼치게 한다.
- 네쿠라마텐구(음침까마귀): 이요괴의 부채의 바람에맞으면 성격이 음침해진다.
  - 성우: 반도 나오키/현경수
- 도로봇쿤(도둑보따리): 물건을 훔치는 요괴다.
- 마텐시(비키비키): 줄을 서지만 못버티면 화내면서 앞에 선 사람을 비키게 하는 요괴이다.
  - 성우: 야스노 키요노/정선혜
- 리모콘 카쿠시(감추리): 리모컨모양의 요괴로 리모컨을 숨겨서 찾게 만드는 요괴다.
- 카라팟쿤(날름보따리): 빙의하면 물건을 빌리고 돌려주지 않게하는 요괴다.
- 가브냥(드라큘냥) : 고양이가 드라큘라에게 물려서 생긴요괴. 물린 사람은 드라큘냥이 된다.
  - 성우: 사사모토 유코/김현지
- 기신안키(불신도깨비) : 의심을 하면 안좋은 사람이 되게 하는 요괴이다.
  - 성우: 반도 나오키/손수호
- TETSUYA(NALBAM): 밤새도록 자지 않고 게임만하는 요괴이다. 이름은 철야(徹夜)라는 뜻을 가진 일본어 'てつや'의 영어발음 표기형식이다.
- 히토마카센닌 (너해도사) : 도사형태로 지팡이를 상대를 향해 달라붙으면 '니가 해'라고 하며 자기가 할 일을 남에게 해달라는 요괴이다.
- 데비비루(쫄데빌): 상대방을 겁쟁이로 만든다.
- 무시바 백작(충치백작): 이를 충치로 만들어버리는 요괴이다.
- 도케친구(왕고약): 상대방을 짠돌이, 짠순이로 만든다.
- 안노죠(역시나죠): 부정적인 일을 예감을 하면 항상 그 예감을 실현하게 만든다.
- 지코켄 왕(자기혐왕): 자기를 혐오하게 된다.
- Kapper(랩퍼부기): 캇파의 사촌. 음악을 좋아하는 요괴이다.
- 인치킨(사기닭): 상대방을 사기꾼으로 만든다.
  - 성우: 무라카미 유야/한신
- 카리카리베이컨(바사삭 베이컨): 사소한 일에도 투덜거린다.
- 다리스(귀차람쥐): 모든 일에 귀찮아서 아무것도 하지 않게 된다.
- 아이타타타임즈(아야야타임즈): 아프다라는 말을 하게 한다.
- 데몬 오쿠레(저승사신): 염라대왕의 직속 부하.
  - 성우: 요시노 히로유키/김지율
- 누라리횬(아수라): 극장판 2기 《염라대왕과 5개의 이야기다냥!》에 나오는 요괴. 인간과 요괴가 친구가 되는 일을 인정 하지 못하는 요괴이기도 하다.
  - 성우: 코야스 타케히토/이호산
- 쿠사쿠이오토코(초식남):요괴워치 2에 나오는 요괴.빙의된 사람은 풀만 먹게 된다

#### 불쾌족

##### 소환송
- 일본: 부키미-! 기브미-! 헬프미-! 부키미-! 부키미-! 헬프미-!
- 한국: 불쾌해-! 불길해-! 위험해-! 불쾌해-! 불길해-! 위험해-!

##### 요괴
- 돈요리느(칙칙하잔느): 어둡고 축축한 오오라로 분위기를 어둡게 만드는 요괴이다.
  - 성우: 나가타 료코/임윤선
- 진멘켄(인면견): 얼굴은 인간(아저씨), 몸은 강아지(토이푸들)의 모습을 한 요괴, 인간이었을 때의 이름은 야마다 토시오(한국판은 안평범.)이다. '여성들에게 인기를 얻고 싶다'는 마음가짐으로 여러 가지 도전하지만, 여러 가지 사건에 휘말려 경찰에 잡혀가고 만다. 현재 인면견은 3화에서 경찰에 잡혀서 감옥에 갔지만, 12화에는 삼엄한 경비가 있는 교도소 앨커트래즈에 가게 된다.
  - 성우: 반도 나오키/현경수
- 미토맨(그게아니야 맨) : 3인조 요괴로 모든 것을 인정하지 않는 요괴. 메달을 거꾸로 끼워넣은 것을 지적하고 고맙다는 말을 듣게 되어 이에 부끄러워 하더니 그 중 한 명이 요괴워치 안에 자리를 잡는다. 이후에 요괴워치에 메달을 거꾸로 넣으면 틀렸다고 알려준다. 처음 일본어판에서는 불쾌족이었으나 한국판에서는 불가사의족으로 잘못 나왔다.
- 토호호기스 (슬피우새): 이 새의 울음소리를 듣게 되면 일상생활에서 갑자기 반전을 일으켜 불행해지는 일이 발생해버리는 요괴다.
  - 성우: 엔도 아야/김채하
- 오나라즈모노(뽕쟁이): 상대에게 가스를 내뿜어 자기도 모르게 방귀를 뀌게 만드는 요괴다.
  - 성우: 히노 미호/방연지
- 구치다케온나 (뻥녀): 입만 나오게 되어있어 뭐든지 과장되게 말하게 만드는 요괴다.
  - 성우: 사사모토 유코/방연지
- 오츠보네사마(순악질): 사소한 것도 지적하게 하는 요괴이다.
- 아메후라시(쏟아비) : 맑던 날씨가 갑자기 입에서 먹구름을 뿜어내어 비를 쏟아내게 만드는 요괴다.
  - 성우: 사사모토 유코/방연지
- 타라린(코에피): 코피를 흐르게 하거나(만화판), 액체가 흐르게 한다.(애니메이션)
- 하라오도리(배춤새) : 배에 얼굴이 그려진 새로써 상대방의 머리에 씌우면 준비하는 순간 얼굴이 그려진 모습의 배로 배춤을 추게 만들고 떨어지면 갑자기 사라지게 되는 요괴다.
  - 성우: 엔도 아야/김채하
- 후민(못자요) : 밤에 자지 못하게 하는 요괴로, 다음날 다 졸게 만든다.
  - 성우: 엔도 아야/김채하
- 요코도리(샘새) : 샘을 내기위해 다른사람 물건을 빼앗는 요괴다.
  - 성우: 엔도 아야/김채하
- 오이란(불노아씨): 늙지 않는 요괴이다. 하지만 지팡이를 놓아버리면 순식간에 늙어버린다.
  - 성우: 사토 치에/정유정
- 지가지상(나으뜸영감): 자랑하게 만드는 요괴다.
  - 성우: 사토 켄스케/김정훈
- 후사후산 (더부룩털): 머리카락으로 이루어진 고전요괴다. 한국판은 번안명이 수북털로 잘못 나왔다.
- 하나코상(영희): 학교에 사는 여자아이 요괴이다. 모티브는 일본의 대중적 도시전설(都市傳說)인 화장실의 하나코상이다.
  - 성우: 나가타 료코/김가령
- 거대 산타: 극장판 2기에 나오는 요괴이다.
  - 성우: 타케다 테츠야/황원
- 바쿠온나라시(노이즈 라이더): 소음을 낸다.
- 타라이마와시(돌려대야): 남에게 떠넘겨 뺑뺑이 돌리게 한다.
- 부시퍼(무스냥): 위스퍼와 무사냥이 합쳐진 요괴이다.
- 타이코모치(맞장북): 맞장구를 치는 요괴이다.
- 후안칸(불안관): 언제나 불안하게 한다.

#### 뽀로롱족

##### 소환송
일본: 뇨로룡! 효로롱! 아 소로소로 린다로!?
한국: 뽀로롱! 효로롱! 메롱메롱하지롱!?

##### 요괴
- 츠치노코(럭키 스네이크): 매우 희귀한 요괴. 뱀 요괴이며 끝없이 증식하기도 한다. 사람들에게 자주 들키는 것이 고민이다.
- 츠치노코판다(판다스네이크): 츠지노코의 변형 요괴.
  - 성우: 사사모토 유코/정유정
- 무다츠카이 (막써조개): 들러붙은 상대를 돈을 헛되이 쓰여 충동 구매 하게 만들어 버리는 요괴다.
  - 성우: 나라 토오루/권성혁
- 나가바나 (긴코): 칸사이벤(한국판은 경상도 사투리)을 사용하여 듣는 사람이 지칠 때까지 다른 사람이 모르는 말을 계속 하게 만들고 코를 문질러 상대방에게 내뿜기도 하는 요괴다.
  - 성우: 반도 나오키/김정훈
- 스네스네이크(삐치뱀): 상대방에 달라붙으면 흥하는 순간 갑자기 삐치게 되는 뱀 형태의 요괴다.
- 이치쿠사메(꿀꺽죠스) : 등교길에 다니는 학생들을 꿀꺽한다.
  - 성우: 김신우(한국)
- 오로치(이무기): 최강요괴인 레드J를 쓰러트리려 하는 방랑자 요괴. 쿨하고 시원시원한 성격으로 목에 있는 용 형태의 머플러가 특징.
  - 성우: 사사모토 유코/임윤선
- 류군(용용이): 진화 전에는 일반 용이지만,진화시 신룡이 되어 엄청나게 강해진다.
- 스티븐 죠스: 요괴들이 주목을 끌만한 신상품을 만드는 요괴다. 요괴워치 제로타입을 만들었다.
  - 성우: 사토 켄스케/현경수
- 보보(때리멍): 멍때리게 하는 유령 요괴다.
- 시키룬자(지휘뱀): 삐치뱀의 변형 요괴이며 사람에게 달라붙으면 자신 맘대로 조종하는 요괴다.
- 네치가에루(목아파개굴): 잘때 목을 옆으로 돌리고 잘 때 목을 아프게 만드는 개구리 요괴다.
  - 성우: 아사리 료타/김명준
- 키리스기리스(깎치): 머리를 이상하게 깎는다.
  - 성우: 나라 토오루/김지율
- 와라우츠보(깔깔곰치(만화),웃곰치(애니메이션)) : 항아리 속에 들어있으며 별것도 아닌 것에 웃게 만든다. 하지만 그것으로 인해 타인의 기분을 안 좋게 만든다.
- 오모이다슷퐁(기억났자라): 잊어버린 것을 기억나게 한다.
- 로쿠로쿠비(뇨롱이): 긴 목을 가진 여성 요괴이다.
- 닌교인어
- 마크 샷치버그(마크 웨일버그): 범고래 요괴로, 요괴워치 U의 개발자.
- 다속스(삭스네이크): 쓸데없는 말을 덧붙인다.
- 옷타마게이터(으악! 어): 깜짝 놀라게 한다.
- 난모나이트(암것도없나이트): 자기에게 잃을 것이 없다며 대담한 행동을 하게 된다.
- 다이노시(부수다이노): 거의 다 한 것을 망치게 한다.
- 번지큐스(글렀어주전자): 작은 실수에서 절망을 하게 된다.

#### 레전드요괴

##### 소환송
일본: 레젠도- 레젠도- 훗타바게미-도!
한국: 레전드! 레전드! 진정한 프렌드!

##### 종족별 레전드 요괴

###### 용맹족
- 부시냥(무사냥) : 지바냥의 조상의 영혼이 요괴가 되었다. 에도 시대 사무라이 복장을 하고 있다. 무사냥을 소환할 때 지바냥은 조상의 영혼에 빙의되는데 빙의 되었을 때 지바냥과 무사냥의 영혼은 서로를 인식하지 못한다.
  - 성우는 지바냥과 같다.

###### 불쾌족
- 이케멘캔(얼짱견): 같은 상황으로 요괴가 된 인면견과 다르게 미남이다. 주위 사람들을 미인으로 만든다.
  - 성우: 야베 마사히토/이호산

###### 따끈따끈족
- 하나사카지(꽃감) : 벚꽃을 피워 상대방을 행복하게 만든다.
  - 성우: 미야자와 타다시/권성혁

###### 프리티족
- 네타발레리나(까발레리나): 영화, 소설 등의 스포일러를 작렬하는 요괴이다.
  - 성우: 나가타 료코/김채하
- 스피치 공주:아메리카 요괴지만 영어는 하나도 못한다.대상을 스피치를 잘하게 만드는데 스피치공주의 능력에 걸리면 스피치이긴 한데 쓸데없는 스피치 주제를 퍼붓는 요괴.

###### 어스름족
- 운치쿠마(웅가): 사람들이 잡지식을 얻을 때 행복해한다.
  - 성우: 사사모토 유코/방연지

###### 위인
- 에디슨: 불가사의족의 위인 레전드요괴 크리스마스에 일어난 발전신들의 파업을 중지시키는데 큰몫을 했다
- 콜롬버스: 네콜롬버스의 진화형인 용맹족 요괴로 네콜롬버스 시절 운영한 온라인 쇼핑 사이트 극락천으로 번돈으로 신대륙을 찾기위해 떠났다

#### 마괴족
요괴워치 2014년 극장판 《요괴워치 탄생의 비밀이다냥!》에 등장한 종족이다. (현재까지 애니메이션 판에는 등장하지 않았다.(시즌 1 기준.)
일본소환송:카이마! 카이마! 요운다 카이마? 혼토 카이마!?
한국소환송:온다네! 온다네! 마괴가 온다네! 지금 온다네!?
- 얏카이 : ((성가시괴))괴마 간부의 한 사람. 남이 자신을 성가시다고 느끼는 것에 기쁨을 느끼는 요괴. 기분나쁨은 괴마 넘버원이다.
- 후카이 :((불쾌하괴)) 괴마 간부의 한 사람. 불쾌한 감정을 사랑해 타인에게도 불쾌함을 나눠주려고 한다. 미모는 괴마 넘버원이다.
- 고카이 : ((호쾌하괴))괴마 간부의 한 사람. 뭐든지 호쾌하지 않으면 성에 차지 않는 요괴. 단순한 파워는 괴마 넘버원이다.
- 난카이 : ((어렵괴)) 괴마 간부의 한 사람. 어려운 말을 써 상대를 혼란시키려고 한다. 가지고 있는 지식은 괴마 넘버원이다.
- 하카이 :((파괴)) 괴마 간부의 한 사람. 괴마의 리더적 존재로 각종 물건을 파괴한다는 모토를 가진다. 전투력은 괴마 넘버원이다.
- 아카나메•카이: ((때쟁이•괴))아카나메가 괴마화한 모습. 긴 혀에는 나쁜 것이 붙어있어 이녀석이 핧은 장소는 끈적하게 더러워져 버린다.
- 도로타보•카이 : ((논귀•괴))도로타보가 괴마화한 모습. 원망하는 마음에 사로잡혀 원한의 힘이 증가했다. 밭을 지나간 사람의 발을 잡고 끌어들인다.
- 엔라엔라•카이: ((연귀•괴))엔라엔라가 괴마화한 모습. 연기는 강력한 독으로 되어 있어 빨아들인 사람을 배가 근육통이 될 정도로 기침을 하게 한다.
- 갓파•카이 : ((접시부기•괴))갓파가 괴마화한 모습. 강에 다가온 사람을 끌어들여 물에 빠지게 해 엉덩이로부터 뽑아낸 영혼을 먹어버린다.
- 카라카사 오바케 카이 : ((깽깽우산•괴))카라카사오바케가 괴마화한 모습. 버려진 우산의 무념이 되살아나 그 눈에 보이는 모든 사람을 습격하게 되어버렸다.
- 자시키와라시•카이 : ((더부살이•괴))자시키와라시가 괴마가 된 모습. 살고 있는 집에는 몇번이고 불행이 계속되어 마지막에는 그 집의 가정도 파괴시켜 버린다.
- 쿠단•카이 : ((우점이•괴))쿠단이 괴마화한 모습. 불길한 예언만 사람들에게 알려 무서워하는 모습을 보고 히죽히죽 웃고있다.
- 케우케겐•카이 : ((더부룩털•괴)) 케우케겐이 괴마화한 모습. 역병신으로서 눈을 떠버려 위험한 병을 끌어들인다. 케우케겐ᆞ괴가 불러들인 병은 절대 낫지 않는다고 한다.
- 닌교•카이 : ((인어•괴)) 닌교가 괴마화한 모습. 아름다운 노래로 다가오는 배를 폭풍우 속으로 이끌어 조난시키거나 침몰시키며 놀고 있다.
- 로쿠로쿠비•카이 : ((뇨롱이•괴))로쿠로쿠비가 괴마가 된 모습. 길게 늘린 목을 흉기로 사용해 저항 못하는 사람들을 졸려 고통받게 한다.
- 안드로이드 야마다(안드로이드 영수): 125화(한국판 118화)에 등장하는 요괴이다.

#### 염라대왕
- 염라대왕(エンマ大王): 요괴들의 우두머리다. 극장판 요괴워치 염라대왕과 5개의 이야기에서 나온다.
  - 성우: 키무라 료헤이/신용우

#### 종족별 보스 및 기타 요괴

##### 불쾌족
- 노보세톤만 (온천도니맨): 온천을 좋아하는 돼지형태의 요괴로써 목욕바구니를 치는 순간 온천물의 온도가 급격히 올라가 버린다.
  - 성우: 무라카미 유야/권성혁

##### 호걸족
- 아카오니(빨간도깨비): 부모의 명령을 어기는 순간 온 세상이 검은기운으로 뒤덮여 돌격하고 돌아가는 순간 그 부모는 도깨비처럼 돌변하기도 한다.

##### 어스름족
- 가샤도쿠로(뽑기해골): 뽑는 사람의 소중한 것을 빼앗아 간다.
- 왕후회선장: 고른 것을 후회하게 만드는 어스름족의 보스요괴이다.

##### 프리티족
- 레드J: 지바냥을 닮은 거대 요괴이다.
  - 성우: 사토 켄스케/김지율
- 마이티 도그: 백멍이를 닮은 거대한 요괴이다.
- 성우:나라 토오루/손수호

##### 무소속
- 킨 · 긴 · 도 (금파 · 은파 · 동파): 요괴를 과거로 되돌리는 3인조 요괴이다. 극장판에도 나온다. 도(동파)는 킨&긴(금파 & 은파)와 다르게 할아버지 요괴이다.
  - 성우: 야마자키 바닐라(킨), 카나이 미카(긴), 반도 나오키(도)/임윤선(금파), 김채하(은파), 권성혁(동파)
- 달팽이 중사: 빌리대장의 제자이다.
- 토키오 우바우네(우파우파): 극장판에만 나온 요괴로, 진화하면 100만개로 분열한다. 다크냥, 위스냥(브치냥)의 활약으로 사라진다.
  - 성우: 아이노스케/이상범

## 요괴워치 섀도우 사이드의 등장인물과 요괴

### 주요

#### 인간
- 아마노 나츠메(天野 ナツメ)/윤단아
  - 성우: 이시하라 카오리/여민정

전작의 아마노 케이타의 딸. 요괴워치 엘더의 소유자. 환생하기 전은 주하공주. 주탄혁과 동결이 에타게 찾던 그 공주이다.
- 츠키나미 토우마(月浪 トウマ)/서도영
  - 성우: 하세가와 요시아키/김지율

부모님이 맞벌이라서 외로움을 많이 타는 성격.요괴워치 오거와 요마검의 소유자. 환생하기 전에는 주하공주를 지키는 무사였다.
- 아리호시 아카노리(有星 アキノリ)/천유성
  - 성우: 타무라 무츠미/한채언

도술사의 손자. 작중 부모님은 공개되지 않았다.요괴워치 에니마스의 소유자. 아야메/주희를 짝사랑한다. 환생하기 전에는 토우마/도영과 같이 주하공주를 지키는 무사였다.
- 아마노 케이스케(天野 ケースケ)/윤민재
  - 성우: 토마츠 하루카/박경혜

전작의 아마노 케이타의 아들이자 나츠메/단아의 남동생. 누나와 같이 요괴워치 엘더를 사용한다. 환생하기 전에는 주하공주의 반려견이자 강아지.
- 하루야(酒呑 ハルヤ)/주탄동자
  - 성우: 유사 코지/최승훈
- 히메노 아야메(姫乃 アヤメ)/공주희
  - 성우: 무라카와 리에/여윤미

도술사의 후손. 아카노리가 짝사랑한다. 언급에서는 집안이 부유한 것으로 추정된다. 크리스마스때
매년 하와이 여행을 간다는 집안 전통이 있다.

#### 요괴
- 위스퍼
  - 성우: 세키 토모카즈/홍범기
- 미츠마타노드치(삼두스네이크)/밋치(삼식이
  - 성우: 오노사카 마사야/손수호
  - 아마노 나츠메를 좋아한다.
- 주니어
  - 성우: 코자쿠라 에츠코/김현지
- 지바냥
  - 성우: 쿠로다 타카야/소정환[5]
- 코마상/백멍이
  - 성우: 히라카와 다이스케/강성우
- 코마지로/황멍이
  - 성우: 엔도 아야/방연지
- 오구(왕눈), 토구(두눈), 모구(삼눈)
  - 성우: 후지와라 나츠미/유영(왕눈), 사토 하나/박시윤(두눈), 사토 메구미/김도희(삼눈)

#### 주변 인물들

##### 케이스케/민재의 같은 반 친구들
- 탄쿠(タンク)/대포
  - 성우: 야노 류타/신용우
- 코지(コージ)/동구
  - 성우: 사토 하나/정선혜
- 야시나 마나미(八品マナミ)/박서윤
  - 성우: 스즈키 에리/박시윤
- 미사키(ミサキ)/강새별
  - 성우: 이나가와 에리/강새봄

#### 그 외
- 동결(洞潔)(사케노미 하루야/주탄혁의 부하)
  - 성우: 모리카와 토모유키/송준석
- 아리호시 미츠에(有星 光江)/천사랑
  - 성우: 노자와 마사코/이선주, 타무라 무츠미/유영(소녀시절)

아카노리/유성이의 할머니. 소녀시절 때 꽃미녀였다. 소녀시절의 미츠에/사랑을 보고 반하기도 했지만 할머니라는걸 알자 충격받아 폭삭 늙은 할아버지가 된다.

### 요괴
괄호 안은 첫 등장 화수이다.
- 망령 반장/망령 대장(1화)
  - 성우: 나라 토오루/송준석, 홍승효(상훈이었을 때)
- 고스트 사이클(찰리)/유령자전거(따릉이)(2화)
  - 성우: 야베 마사시/이상호
- 진타(진게키)/인철이(4화)
  - 성우: 사토 켄스케/김다올
- 도그맨(럭키)/도그맨(대박이)(5화)
  - 성우: 사사 켄타/김정훈
- 가브리엘(팟쿤)/가브리엘(까꿍이)(6화)
  - 성우: 엔도 아야/김도희
- 로보냥 더블오(오메가)(7화)
  - 성우: 나가타 료코/유영(오메가), 반도 나오키/한신(로보냥 더블오)
- 혼마구로타이(마그로돈)/참치요괴(참치파파)(8화)
  - 성우: 반도 나오키/김정훈
- 머쉬바바(날카로운 조커)/조커(싹둑버섯)(9화)
  - 성우: 야베 마사시/김다올
- 카이라(カイラ)(12화)
  - 성우: 후쿠야마 준/김신우
- 공망(空亡)(13화)
  - 성우: 무라카미 유우야 → 우치나 나오야/박성태
- 카마도우마(카마모토 아츠시)/굽뚜라미(가마열)(14화)
  - 성우: 야베 마사시/현경수
- 게소드릴(이카린)/오지마링(뿡징어)(15화)
  - 성우: 후세카와 카즈히로/홍승효
- 멘쿠이터(점잖견)/찍먹견(댄디견)(16화)
  - 성우: 히노 미호/이호산
- 매미콜론(매미롱)/슈퍼맴(맴돌이)(17화)
  - 성우: 반도 나오키/홍승효
- 에이가리언(필름린)/시네마리언(필르밍)(18화)
  - 성우: 타카하시 히데노리/강성우
- 가비라(20화)
  - 성우: 사토 켄스케/김기흥
- 닥터 카멜레온(레온)(21화)
  - 성우: 토쿠모토 야스토시/이호산
- 하나짱(하나씨)/해피판초(영희)(22화)
  - 성우: 사토 하나/김채하
- 미쯔마타미드치/삼두구렁이(23화)
  - 성우: 사토 켄스케/한신
- 오로치/이무기(23화)
  - 성우: 야나기다 준이치/강호철
- 운치마/웅가(24화)
  - 성우: 아사쿠라 에이스케/현경수
- 세바스씨(세바스짱)/메리씨(메리양)(26화)
  - 성우: 아이카와 나츠키/안영미
- 츠치노코/럭키 스네이크(27화)
  - 성우: 사사모토 유코/유영
- 조로구모/무당거미(28화)
  - 성우: 누마쿠라 마나미/여윤미
- 사탄클로스/지땅(산타주니어)(31화)
  - 성우: 우에다 요우지/신용우
- 히죽히죽씨(히죽이)/안전꼬마(모범이)(32화)
  - 성우: 후세가와 카즈히로/홍승효
- 와카메군(미역군), 콘부상(다시마군), 메카부짱(미역뿌리양)(33화)
  - 성우: 신 유우키/김명준(미역군), 사토 켄스케/김정훈(다시마군), 히노 미호/김채하(미역뿌리양)
- 사람을 매단 전나무(모미)/트리(초록이)(34화)
  - 성우: 타카하시 신야/강성우
- 우마즐러(우마타로)/마두남(마두리)(36화)
  - 성우: 니와 마사토/김다올
- 실드 오브 브라이트니스(37화)
  - 성우: 나카 히로시(다크니스), 사토 켄스케/강호철
- 버니트랩/우사키치(토달이)(38화)
  - 성우: 고토 히로키/김명준
- 치요코(죠고라)/초코(쇼콜라)(39화)
  - 성우: 하나와 마나미/유영
- 즌도마루/사령의 맹독냄비
  - 성우: 무라카미 유야/강성우
- 주하공주 (45화)
  - 성우: 이시하라 카오리/여민정
- 공천(45화)
  - 성우: 박성태
- 백추(최종화(46))
  - 성우: 김기흥
- 현동(최종화(46))
  - 성우: 김지율

### 환마
- 고에몬/육도류
  - 성우: 미야케 켄타/김다올
- 오마즈/송화
  - 성우: 이토 시즈카/유영
- 요시츠네/차나왕
  - 성우: 요나가 츠바사/이상호
- 벤케이/수법사
  - 성우: 사이토 지로/홍승효

### 환수
- 청룡
  - 성우: 오키아유 료타로/김다올
- 주작
  - 성우: 호리에 슌/김명준
- 백호
  - 성우: 야시로 타쿠/남도형
- 현무
  - 성우: 타카하시 히데노리/김국진
- 기린
  - 성우: 나라 토오루/김영찬

### 검무마신
- 부동명왕
  - 성우: 츠다 켄지로/권성혁(검의 이름:부동뇌명검)
  - 부동명왕 보이
    - 성우: 오오카와 겐키/탁원정
- 아수라/금강야차
  - 성우: 야베 마사히토/이주창(검의 이름:금강야차호염환)
- 주작
  - 성우: 호리에 슌/김명준(검의 이름:주작창천참)
- 백호
  - 성우: 야시로 타쿠/남도형(검의 이름:백호천둥창)
- 현무
  - 성우: 타카하시 히데노리/김국진(검의 이름:현무법전도)

## 요괴학원 Y ~N과의 조우~의 등장인물
- 지바 진페이/지묘한
  - 성우: 타무라 무츠미/양정화

이 작품의 주인공. 호기심이 많고 정의감이 강하다. YSP 클럽의 히어로적 존재. 전생은 지바냥.
- 코마 산다유/백견우
  - 성우: 엔도 아야/김율

만담의 명문으로 태어난 소년. 진페이의 좋은 이해자로서 초등학교 때부터의 친구. 전생은 코마상.
- 타마다 마타로/양우연
  - 성우: 이노우에 마리나/김자연

아주 평범한 남자 아이였지만 우연히 YSP 클럽에 가입하게 된다. 'Y학원은 영원불멸입니다...!' 편에서 전학을 간다.
- 히메카와 후부키/설공주
  - 성우: 토마츠 하루카/강시현

메카를 좋아하고, 가제트에 강한 여자 아이로, 여러 가지를 발명한다. 전생은 눈보라 공주.
- 라이도 메라/태우리
  - 성우: 마스다 토시키/권창욱

Y학원의 극악반장. 수상한 힘으로 사람을 거느리고 있는 것 같다. 전생은 타올라이온.
- 큐비 류스케/구미남
  - 성우: 코바야시 치아키/석승훈

Y학원에서도 톱클래스의 미남으로, 여학생에게 대인기이다. 전생은 구미.
- 키리가쿠레 란토/무은율
  - 성우: 후쿠야마 쥰/정재헌

학원장과 동등한 권력을 가진 Y학원의 학생회장. 전생은 카이라.